# Петко Р. Славейков (награда)
Националната литературна награда „Петко Р. Славейков“ е учредена през 1972 г. от Колегиума на Министерството на народната просвета и се присъжда ежегодно на съвременен български автор за приноса му в развитието на националната ни литература за деца и юноши за предходната година.
В наши дни наградата включва почетен диплом, премия от 2000 лв. и субсидия за издаването на следващата книга на автора в размер на 3000 лв. Връчва се на церемония в дома-музей „Ангел Каралийчев“ в София.

## Наградени автори
Забележка: Информацията в списъка е непълна.
- 1972 – Асен Босев
- 1973 – Цветан Ангелов
- 1974 – Георги Струмски
- 1975 – Емил Коралов
- 1976 – Николай Зидаров
- 1977 – Калина Малина
- 1980 – Симеон Хаджикосев
- 1981 – Леда Милева
- 1983 – Елисавета Багряна
- 1984 – Христо Радевски
- 1986 – Паулина Станчева
- 1987 – Валери Петров
- 1988 – Иван Давидков
- 1989 – Атанас Душков
- 1991 – Иван Цанев
- 1992 – Стефан Цанев
- 1993 – Борис Априлов
- 1994 – Петър Бобев
- 1995 – Лиана Даскалова
- 1998 – Йордан Радичков
- 2001 – Марко Ганчев
- 2002 – Георги Константинов
- 2003 – Георги Мишев[1]
- 2004 – Панчо Панчев[2]
- 2005 – Виктор Самуилов
- 2006 – Петя Александрова
- 2007 – Тома Бинчев
- 2008 – Катя Воденичарова[3]
- 2009 – Любен Петков[4]
- 2010 – Юлия Спиридонова[5]